# Lilich Miklós
Lilich Miklós (Budapest, 1890. április 2. - ?, 1963.) magyar zeneszerző, karmester.

## Életpályája
Színházi működését 1910-ben kezdte. Mint zeneszerző, két operettet írt: az egyik 1922. januárjában Dézsa komtessz címen került színre Sopronban. (A szövegét Róna Zoltán írta.) Másik, Siliga Ferenc szövegére készült Tilos a szerelem című operettjét 1926. májusában mutatta be a Kisfaludy Színház. Felesége Hajnal Emma színésznő volt.
Lilich az élete jelentős részét Szigetváron élte le: a Szigetvári Levente zenekar karnagyaként, a Tinódi Kórus Karnagyaként, valamint a "Zrínyi Mozgó" filmszínház igazgatójaként is dolgozott Szigetváron.